# بيدرو بارتولومي بنوا
بيدرو بارتولومي بنوا هو سياسي دومينيكاني، ولد في 13 فبراير 1921 في سمانا في جمهورية الدومينيكان، وتوفي في 5 أبريل 2012 في سانتو دومينغو في جمهورية الدومينيكان. انتخب رئيس جمهورية الدومينيكان (1 مايو 1965 – 7 مايو 1965).